# 小波蘭地區索科武夫

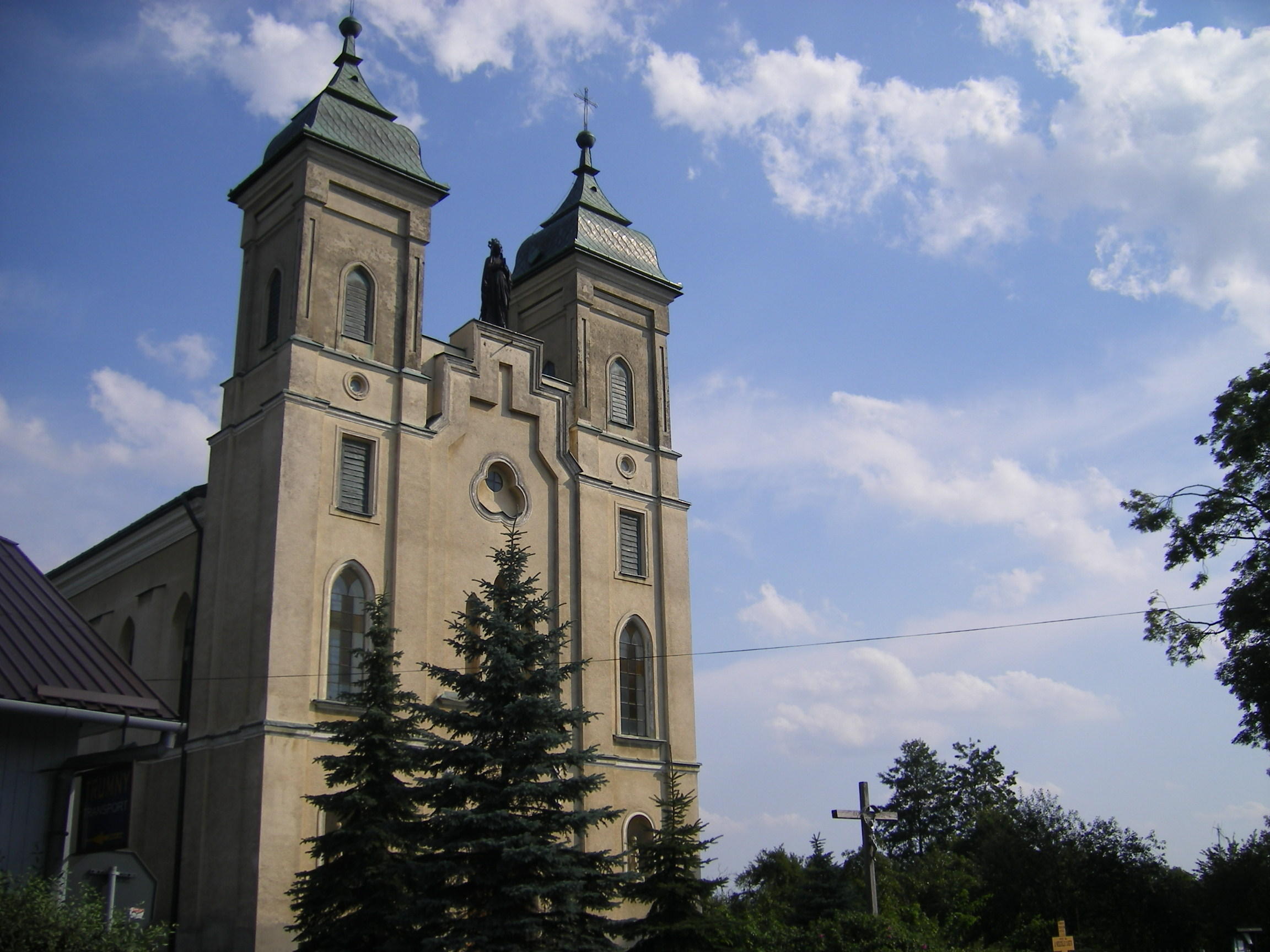

小波蘭地區索科武夫是波蘭的城鎮，位於該國東南部，距離首府熱舒夫24公里，由喀爾巴阡山省負責管轄，面積15.55平方公里，2005年人口4,046。

## 外部連結
- Official town webpage （页面存档备份，存于）
- Here are dozens of Old Sokolow Malopolski photographs;

50°13′57″N 22°07′15″E / 50.23250°N 22.12083°E